# John Vivian (1750-1826)
Pour les articles homonymes, voir Vivian.
John Vivian (né en 1750 - 7 décembre 1826) est un industriel gallois originaire de Cornouailles.

## Biographie
Lui-même descendant des Vivians de Trewan, il est le premier membre de cette branche de la famille à s'installer au Pays de Galles du Sud, où il devient l'ancêtre des baronnets et barons Vivian. Il est le fils du révérend Thomas Vivian (décédé le 17 mars 1793) et de Mary Hussey (1er février 1719 - vers le 24 décembre 1807), de Truro St. Mary, Cornouailles mariés le 30 novembre 1747. à Kenwyn.

## Carrière
Vers 1800, John Vivian déménage de Truro en Cornouailles à Swansea dans le sud du Pays de Galles et occupe le poste de directeur associé dans les usines de cuivre de Penclawdd (en) et Loughor appartenant à la Cheadle Brasswire Company of Staffordshire. En 1806, son deuxième fils, John Henry Vivian (1785–1855), est nommé directeur des usines de cuivre à Penclawdd. En 1808-1810, les Vivians ont loué un terrain au Hafod à Swansea au duc de Beaufort et au comte de Jersey pour l'usage de leur nouvelle société Vivian & Sons. Les activités d'extraction, de fusion et de négoce de cuivre de Vivian à Swansea sont finalement devenues le plus grand conglomérat du genre dans le sud du Pays de Galles, et la famille Vivian a fait beaucoup pour faire de Swansea une ville, de la même manière que les marquis de Bute ont conduit le développement de Cardiff. Les associés de l'entreprise familiale sont John Vivian et ses deux fils aînés, John Henry (1785–1855) et Richard (1775–1842). Richard est l'aîné mais est pleinement occupé par sa carrière militaire; c'est John Henry qui est devenu associé directeur de l'entreprise,. Richard commande notamment la 6e brigade de la division de cavalerie d'Uxbridge à la bataille de Waterloo et est créé baron Vivian en 1841. Le fils de John Henry, Henry, est créé baron Swansea en 1893.

## Mariage
Le 24 août 1774, John Vivian épouse Elizabeth Cranch (décédée en 1816), une fille du révérend Richard Cranch et ils ont quatre enfants :
1. Hussey Vivian (1er baron Vivian) (1775–1842)
2. Lucy Ann Vivian (31 août 1776 - c.29 juin 1779), décédée en bas âge
3. John Henry Vivian (1785–1855), industriel, qui s'est marié et a des enfants, notamment:
  1. Henry Vivian (1er baron Swansea) (1821–1894)
  2. Sir Arthur Vivian (1834-1926)
  3. Richard Glynn Vivian (1835–1910), fondateur de la Glynn Vivian Art Gallery
4. Thomas Vivian (16 janvier 1800 - 13 septembre 1821), décédé célibataire[8]